# Venturia subcutanea
Venturia subcutanea är en svampart som beskrevs av Dearn. 1917. Venturia subcutanea ingår i släktet Venturia och familjen Venturiaceae.  Arten är reproducerande i Sverige. Inga underarter finns listade i Catalogue of Life.